# Colibrí dels tepuis
El colibrí dels tepuis (Polytmus milleri) és una espècie d'ocell de la família dels troquílids (Trochilidae) que habita la selva humida i zones arbustives al sud de Veneçuela.